# Daniel Podence
Daniel Castelo Podence (Oeiras, 21 oktober 1995) is een Portugees voetballer die doorgaans als aanvaller speelt. Hij tekende in januari 2020 een contract tot medio 2024 bij Wolverhampton Wanderers, dat circa €20.000.000,- voor hem betaalde aan Olympiakos Piraeus.

## Clubcarrière
Podence speelde twee jaar in de jeugd van CF Os Belenenses vooraleer hij zich in 2005 aansloot in die van Sporting Lissabon. Hij debuteerde op 3 februari 2013 voor Sporting B in de Segunda Liga, tegen het tweede elftal van CS Marítimo. Podence maakte op 31 augustus 2014 zijn eerste doelpunt voor Sporting B, in de Segunda Liga tegen SC Beira-Mar. Hij debuteerde op 21 november 2014 in het eerste elftal, in een bekerwedstrijd tegen SC Espinho.
Na 79 wedstrijden in het tweede elftal, verhuurde Sporting Podence in augustus 2016 voor een halfjaar aan Moreirense. Hiervoor maakte hij op 17 september 2016 zijn debuut in de Primeira Liga, als rechtsbuiten in een met 2–0 verloren wedstrijd uit bij Estoril. Met veertien basisplaatsen op het hoogste niveau achter zijn naam, keerde Podence in januari 2017 terug bij Sporting. Hier kreeg hij in de volgende anderhalf jaar nu en dan speeltijd. De Portugese club verkocht hem in juli 2018 aan Olympiakos Piraeus.
Podence veroverde bij Olympiakos vrijwel direct een basisplaats en stond die anderhalf jaar niet meer af. Hij eindigde in het seizoen 2018/19 op de tweede plaats in de Super League met de Griekse club. Na vijftien wedstrijden in het seizoen 2019/20 tekende hij in januari 2020 een contract tot medio 2024 bij Wolverhampton Wanderers. Dat stond op dat moment zevende in de Premier League. De Engelse club betaalde circa €20.000.000,- voor hem. Podence werd hiermee de achtste Portugees in de selectie van Wolverhampton, onder de leiding van de eveneens Portugese coach Nuno.

## Interlandcarrière
Podence kwam uit voor verschillende Portugese nationale jeugdelftallen. Hij nam met Portugal –21 deel aan het EK –21 van 2017.

## Erelijst
| Beker van Portugal | 1x | 2014/15 |
| Taça da Liga       | 1x | 2017/18 |